# 완데르송 카르발류 지 올리베이라
완데르송 카르발류 지 올리베이라(포르투갈어: Wanderson Carvalho de Oliveira, 1989년 5월 31일 ~ )는 줄여서 완데르송(포르투갈어: Wanderson)이라고 불리는 브라질의 축구 선수로 포지션은 왼쪽 윙어, 왼쪽 풀백, 센터포워드이며 현재 K리그1 포항 스틸러스 소속이며 K리그 등록명은 완델손이다.

## 구단 경력
완델손은 2015년 시즌 중반 대전 시티즌으로 임대이적했다. 최문식 감독은 수비수인 완델손을 공격수로 기용했고, 7월 12일 전남 드래곤즈전에서 멀티골을 기록하며 자신의 K리그 데뷔전에서 큰 인상을 남겼다. 수원전에서 그림 같은 프리킥 골을 성공시켜 주간 베스트 골에 선정되기도 했으며, 광주 FC와의 원정경기에서는 멀티골을 기록하며 팀의 시즌 두 번째 승리에 크게 기여하였고, 전남 드래곤즈 원정경기에서 서명원의 골을 어시스트 하였다. 전북 현대 모터스와의 원정경기에서 부상을 입은 뒤 다소 부진하였으나, 광주 FC와의 시즌 마지막 경기에서 만회골을 터뜨렸다.
2016년 연세대학교 FA컵 경기를 통해 첫 골을 기록하였으며, 5월 14일 경남 FC와의 경기서 리그 첫골을 기록하였다. 7월 9일 대구 FC전을 끝으로 대전을 떠났으며, 마지막 경기에서 선제골을 성공시키며 유종의 미를 거두었다.
이후 제주 유나이티드로 재임대되었다. 7월 20일 성남 FC와의 경기를 통해 제주 데뷔전을 가졌다. 24일 FC 서울과의 홈경기서 송진형의 골을 어시스트하며 제주 입단 후 첫 공격포인트를 기록하였다. 8월 21일 인천 유나이티드와의 경기서 선취 득점을 기록하며 제주 입단 후 데뷔골을 기록했고 경기 MOM에 선정됐다.
2017년 6월 8일 포항 스틸러스로 임대 이적하며 반년 만에 K리그로 복귀했으며, 9월 10일 대구 FC전에서 그림같은 프리킥 골로 K리그 복귀골을 성공시켰었다. 19경기에 나서 1골 4도움을 기록하였다.
2018 시즌을 앞두고 전남 드래곤즈로 임대 이적했다.
2019 시즌을 앞두고 포항 스틸러스에 완전이적했다. 6월 23일 강원 FC와의 경기에서 해트트릭을 기록했다. 하지만 팀은 5-4로 충격적인 역전패를 했다. 8월 25일 인천 유나이티드를 상대로 3골 2도움이라는 엄청난 퍼포먼스를 보여주면서 팀의 5-3승리를 이끌었다.
2020년 1월 29일에 아랍에미리트 UAE 프로리그의 이티하드 칼바로 완전이적했다.
2022년 3월에 포항 스틸러스에 입단하면서 다시 포항으로 복귀했다.

## 플레이 스타일
공격에 굉장히 능하고 빠른 돌파와 스피드를 갖추었으며, 플레이메이커 역할에 능할 뿐더러, 왼발을 사용한 슈팅과 프리킥, 골키퍼와의 1대1 상황시 골키퍼와 골대 사이 빈공간을 노리는 정확한 슛이 강점이다.

## 수상
- K리그1 베스트 11: 2019 (미드필더 부문)
- K리그1 베스트 11: 2023 (수비수 부문)